# Ptiloglossa jonesi
Ptiloglossa jonesi är en biart som beskrevs av Timberlake 1946. Ptiloglossa jonesi ingår i släktet Ptiloglossa och familjen korttungebin. Inga underarter finns listade i Catalogue of Life.